# Hieronymus Lindeberg
Hieronymus Lindeberg, död 1677, var en svensk kommendant.

## Biografi
Lindeberg var son till kungliga kommissarien Mårten Lindeberg och Ingel Hieronymidotter. Lindeberg blev 19 november 1651 regementskvartermästare vid Älvsborgs regemente. Den 14 november 1659 blev han överstelöjtnant vid Västmanlands regemente. Lindeberg blev 8 mars 1667 kommendant i Helsingborg. Den 6 september 1667 fick han titeln som överste. Lindeberg bleve 28 februari 1670 kommendant i Landskrona. Den 18 juli 1671 blev han vice landshövding i Helsingborg, Landskrona och Malmöhus län. Det skånska kriget bröt ut 1675 och 1676 blev Landskrona belägrat av Danskarna. Landskrona hade vid belägringens början en garnison på cirka 1 600 man. Den 2 augusti 1676 gav Lindenberg upp Landskrona åt danskarna trots att fästningen fortfarande höll fast och förråden var stora. Lindeberg dömdes 18 november 1677 till döden för "förräderi". Den 31 december arkebuseras Lindeberg i Ljungby. 
Hans vapen sattes upp 1681 i Motala kyrka.
Lindeberg ägde gårdarna Lindenäs och Bergsätter i Motala socken.

### Familj
Lindeberg var gift Ingrid Appelbom (död 1684). Hon var dotter av landshövdingen Anders Appelbom och Malin Andersdotter. De fick tillsammans barnen Engel Lindeberg (1664–1718) som var gift med assessorn Anders Schonberg i Svea hovrätt, Margareta Catharina Lindeberg som var gift med hovrättsnotarien Daniel Fernelius och häradshövdingen Lars Collin i Västergötland, löjtnanten Mårten Lindeberg (död 1693) vid fortifikationen, Märta Christina Lindeberg (död 1745) som var gift med häradshövdingen Carl von Rudbeck, Anders Lindeberg (1670–1672), kaptenen Carl Gustaf Lindeberg vid Kalmar regemente, majoren Johan Gabriel Lindeberg (1675–1720) vid Jönköpings regemente och Magdalena Christina Lindeberg.